# André Kauffer
Pour l’article homonyme, voir André Kauffer (fils).
André Kauffer, né à Nancy le 24 juillet 1867, où il est mort le 12 décembre 1937, est un orfèvre-joaillier de l'École de Nancy.
Né Marie Victor Kauffer à l'état civil, il adopta le prénom d'André, peut-être pour se distinguer de son père, Victor Kauffer (né en 1826), également orfèvre à Nancy. Il est issu d'une longue dynastie d'orfèvres. Son grand-père Ferdinand Kauffer (1782-1856) exerça cet art à Pont-à-Mousson puis à Nancy où il se fixa vers 1818. Son arrière-grand-père, Étienne Kauffer (1752-1812), fils d'un maître serrurier, était également maître orfèvre, à Pont-à-Mousson. Son cousin germain, le général Paul Kauffer, s'est également illustré dans les arts comme dessinateur et aquarelliste.

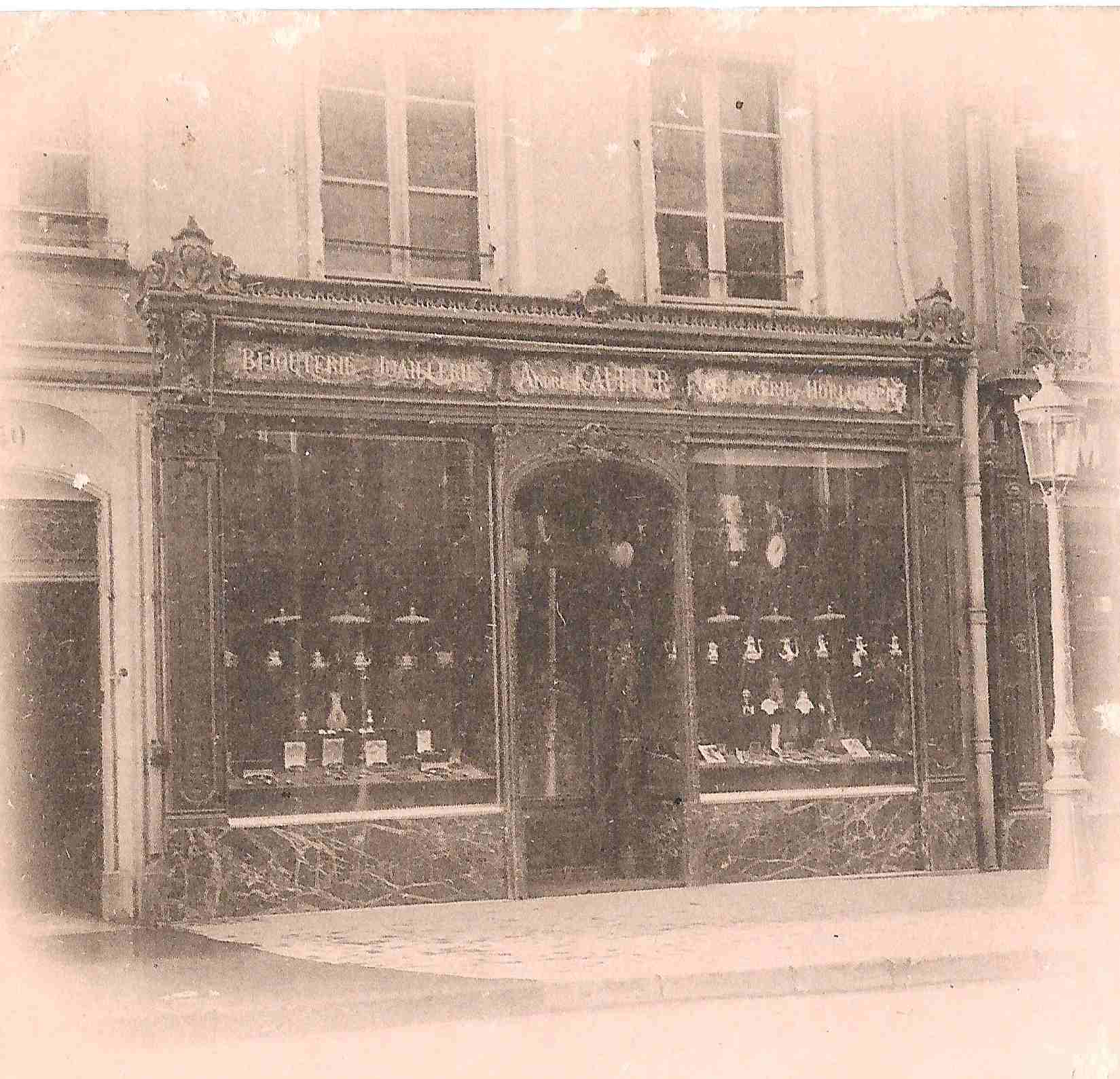
Bijouterie A. Kauffer 40 rue Saint-Dizier à Nancy (carte postale de 1901).

## Biographie
André Kauffer travailla dans un premier temps avec son frère Ferdinand Kauffer, de quinze ans son aîné, qui mourut de façon prématurée en 1891. Il dirigea dès lors seul ce que l'on désigne parfois comme la « Maison Kauffer », qui correspond à son atelier et à sa boutique situés au 40 de la rue Saint-Dizier à Nancy, surnommée alors la rue des Orfèvres. On lit ainsi dans l'édition du 1er décembre 1907 de L'immeuble et la construction dans l'Est : « Pendant ces cinquante dernières années, la rue Saint-Dizier a pu être surnommée avec raison la rue des Orfèvres. Nos bijoutiers et joailliers modernes, nos horlogeries de luxe s'y sont, en effet, donné rendez-vous, et les vitrines de Daubrée, Rolin, Bossert, Lava, Kauffer, Suisse, Tuffier et Monnot, Prévost et Davoust, Houdelot et Braun, etc., n'ont cessé d'attirer les passants émerveillés ».

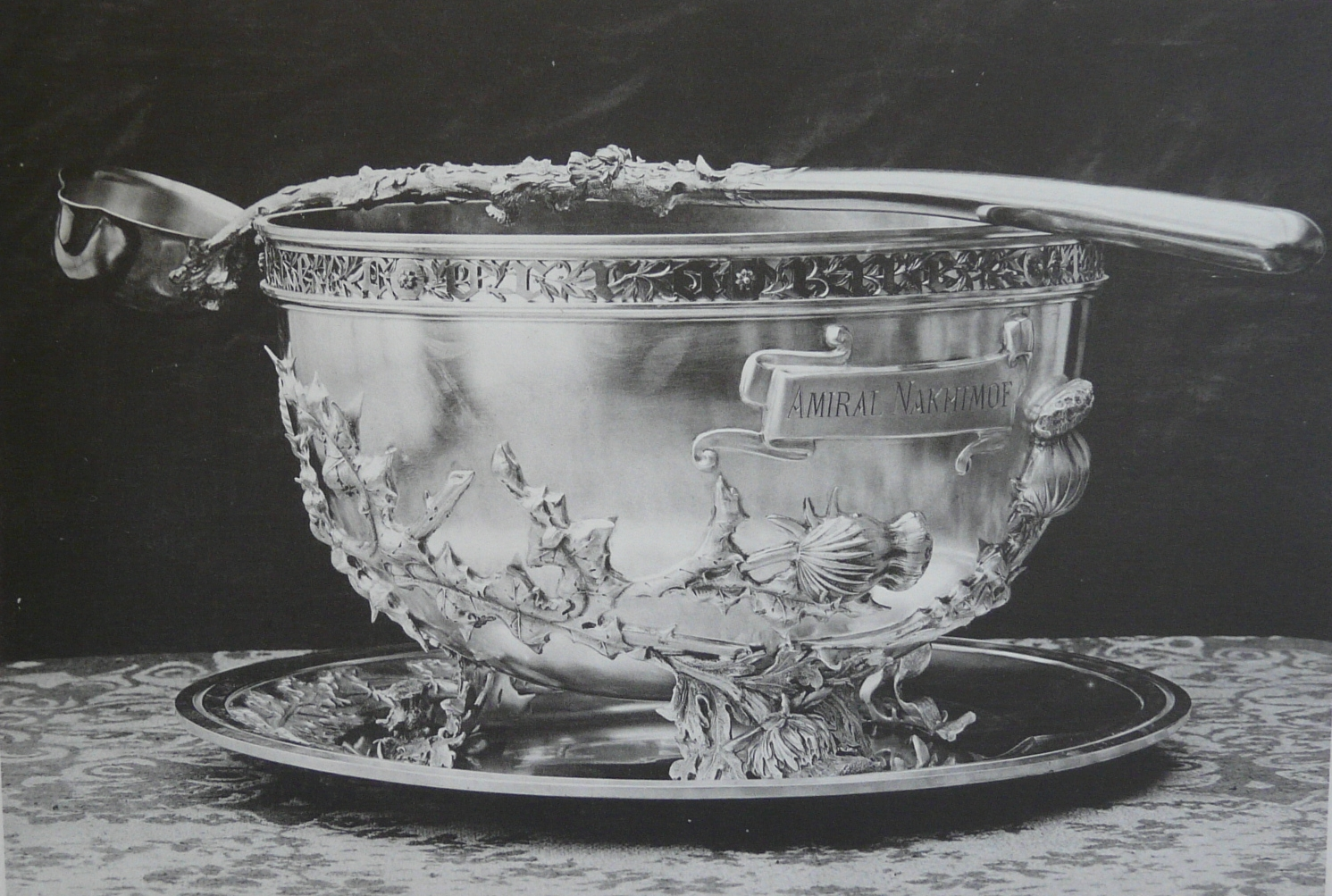
Bol à punch réalisé par André Kauffer en 1893 pour l'escadre russe

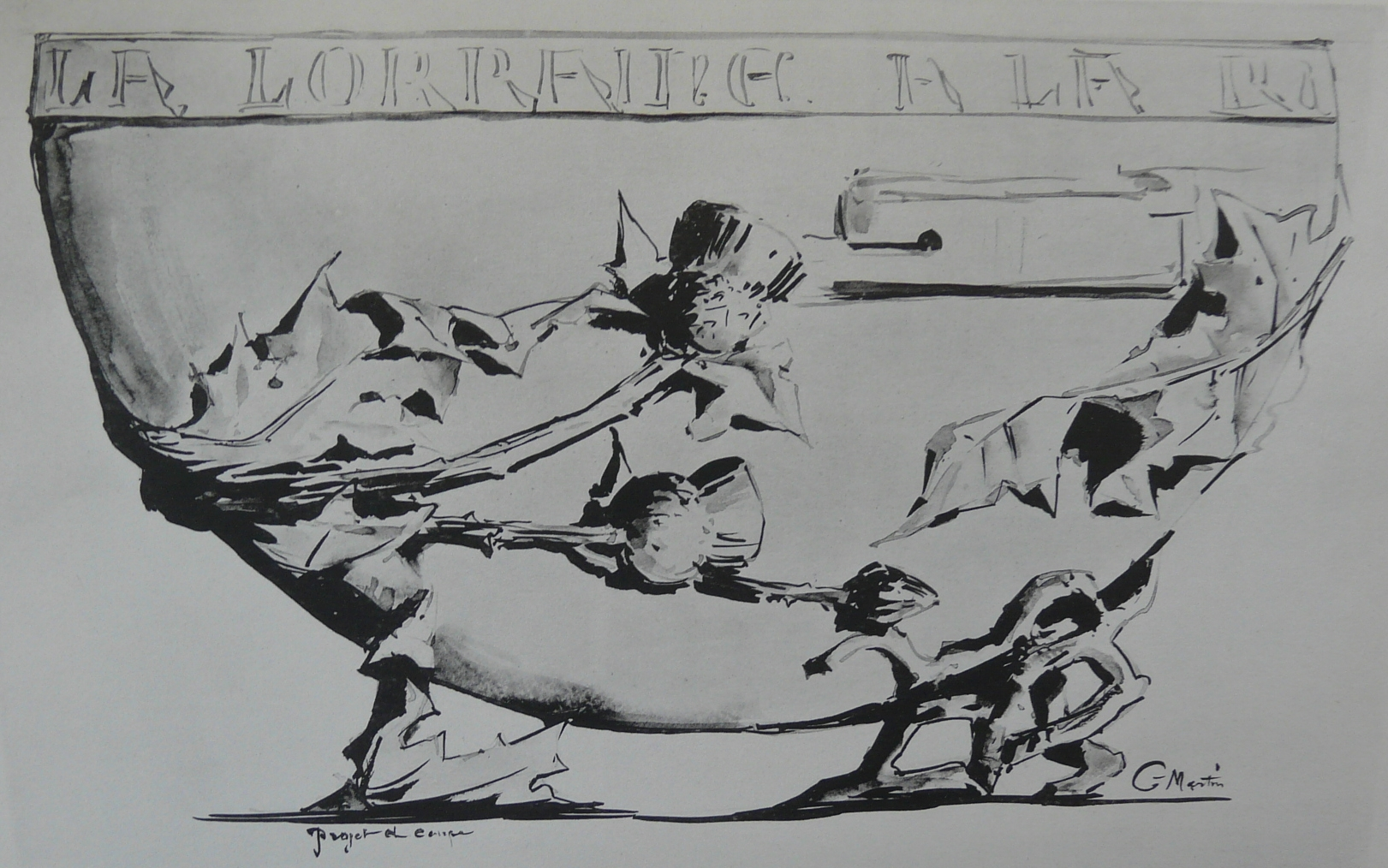
Projet de Camille Martin pour l'exécution des bols à punch par André Kauffer

En 1893 il participa aux manifestations organisées par la Lorraine à l'occasion de la visite de l'escadre russe, qui scellait l'amitié franco-russe. Parmi les cadeaux offerts par la Lorraine figurait, pour chaque navire russe, un service à punch, composé d'un bol, d'un plateau, d'une cuiller en argent et de sa verrerie complète. Les coupes furent exécutées par les verreries Daum. Les bols à punch étaient de deux types, confiés pour le premier à André Kauffer, et pour le second à la maison Daubrée. Camille Martin fit le dessin des bols réalisés par André Kauffer ; ils étaient destinés aux deux plus importants cuirassés de l'escadre : l'"Empereur Nicolas Ier" et l' "Amiral Nakhimoff". Le bol hémisphérique est posé sur une touffe de chardons en relief, dont les feuilles se hérissent sur les parois et dont les racines portent la partie inférieure.
En 1894 André Kauffer prit part à la fameuse exposition des arts décoratifs organisée dans les galeries Poirel à Nancy par Charles André. Un compte rendu de l'époque en parle en ces termes : « Quant à M. Kauffer, dont la vitrine étincelle à l'entrée de la galerie centrale, on ne sait ce qu'il faut le plus admirer, ou des joyaux sertis de gemmes, ou des vases de prix cerclés d'or, ou des bijoux émaillés, ou des perles enchâssées, ou des diamants qui scintillent sur les parure finement ciselées. A remarquer surtout une buire et des flambeaux Louis XV, un plateau à cartes, en argent, repercé et décoré d'un émail de Mayer, un missel à coins en vermeil et des ferronneries qui sont de vrais joujoux d'étagère. » .
En 1897 il est l'un des signataires de la réponse adressée par les principaux chefs d'industrie lorrains au questionnaire de l'école des Beaux-Arts de Nancy qui cherchait alors à se réformer. Ils demandaient la création d'une section d'arts appliqués à l'industrie comme il existait déjà les sections peinture, architecture, sculpture et modelage.
Lors de la création de l'Association de l’École de Nancy ou Alliance Provinciale des Industries d’Art, le 13 février 1901, par Émile Gallé, Victor Prouvé, Louis Majorelle, Antonin Daum et Eugène Vallin, André Kauffer est l'unique joaillier à faire partie du comité directeur.
Il est le père d'André Kauffer (1893-1977), qui se fit connaître également comme peintre et comme orfèvre.

## Œuvre
Les productions d'André Kauffer se distinguent par la qualité et la douceur de la ciselure. Ses compositions imitent les formes végétales, avec une prédilection particulière pour le chardon lorrain, qui orne également son papier à lettres. Il réalisa bracelets, broches, pendentifs, boucles. Certaines œuvres, sans doute plus tardives, sont beaucoup moins figuratives et présentent des formes végétales très stylisées, anguleuses, rappelant l'Art déco.
André Kauffer a également une production plus traditionnelle d'orfèvrerie de table (couteaux ornés de nacre, service à bonbons...)

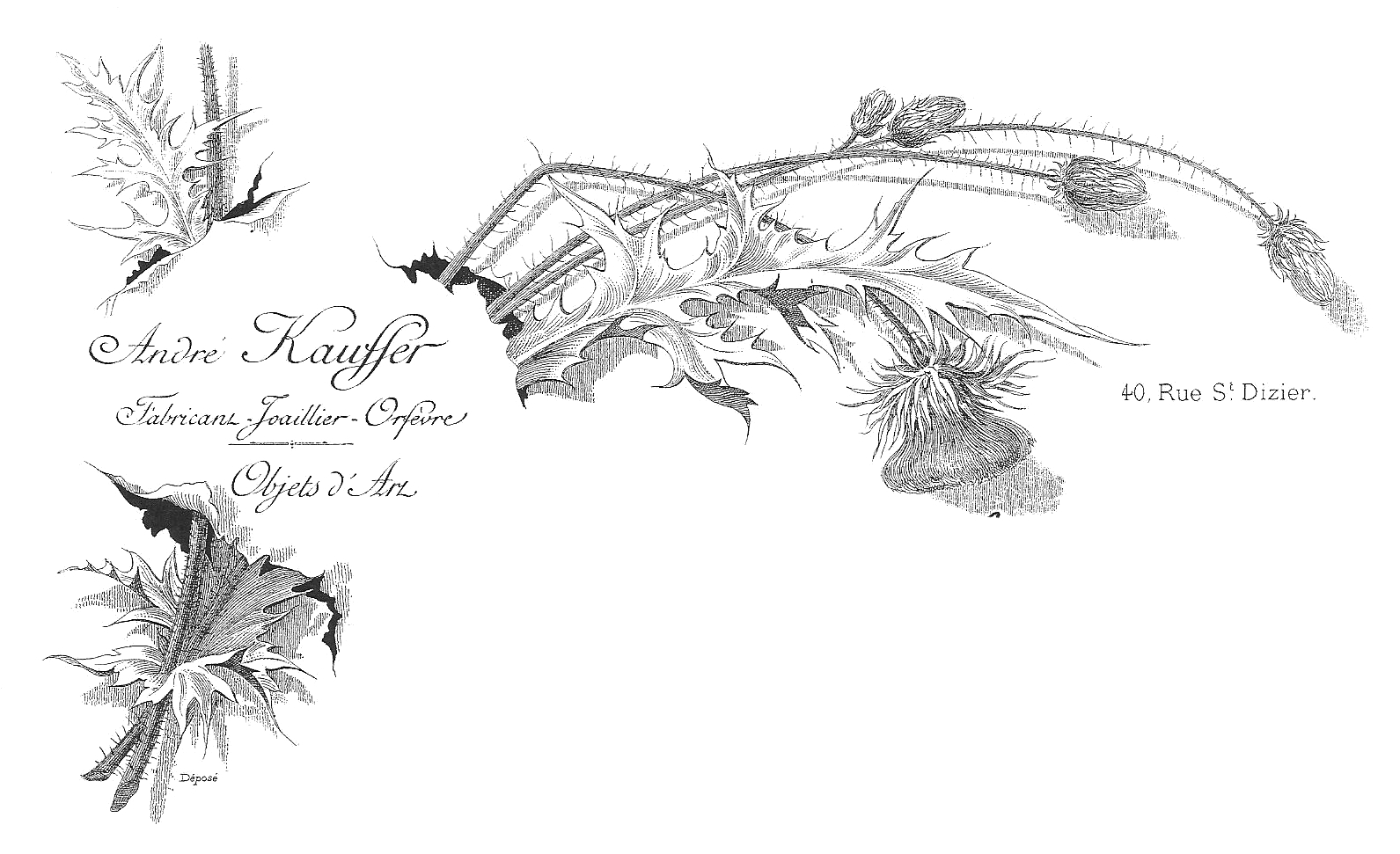
Papier à en-tête d'André Kauffer

Plusieurs pièces d'André Kauffer ont été montrées lors de l'exposition « L'Ecole de Nancy, 1889-1909. Art nouveau et industries d'art »  : 
- des broches au chardon, en argent, conservés au musée de l'École de Nancy et dans des collections particulières ;
- l'alliance en or de l'épouse d'Émile André, architecte de l'École de Nancy, qui était sa nièce : Jeanne Bournique, fille de Camille Bournique et de Marie Antoinette Fanny Kauffer (coll. part.) ;
- une broche en or ornée de perles (coll. part.) ;
- une broche Œillet conservée au musée des Arts décoratifs à Paris ;
- un coupe-papier Glycine en argent et ivoire, conservé au musée de l'École de Nancy ;
- une plaque de cou en vermeil et émail, conservée dans la collection Robert A. Zehil à Monaco.